# Rhaphuma elegantula
Rhaphuma elegantula là một loài bọ cánh cứng trong họ Cerambycidae.